# Championnats du monde de VTT et de trial 2015
Navigation
Lillehammer-Hafjell 2014 Nové Město na Moravě 2016
Les championnats du monde de VTT et de trial 2015 ont lieu à Vallnord en Andorre du 1er au 6 septembre 2015.

## Médaillés

### Cross-country
| Épreuves                | Or                                                                          | Or              | Argent                                                                  | Argent       | Bronze                                                                      | Bronze       |
| ----------------------- | --------------------------------------------------------------------------- | --------------- | ----------------------------------------------------------------------- | ------------ | --------------------------------------------------------------------------- | ------------ |
| Hommes                  | Nino Schurter                                                               | 1 h 29 min 22 s | Julien Absalon                                                          | + 10 s       | Ondřej Cink                                                                 | + 1 min 15 s |
| Femmes,                 | Pauline Ferrand-Prévot                                                      | 1 h 52 min 44 s | Irina Kalentieva                                                        | + 58 s       | Yana Belomoyna                                                              | + 1 min 36 s |
| Hommes, moins de 23 ans | Anton Cooper                                                                | 1 h 22 min 3 s  | Victor Koretzky                                                         | + 2 s        | Grant Ferguson                                                              | + 22 s       |
| Femmes, moins de 23 ans | Ramona Forchini                                                             | 1 h 37 min 23 s | Olga Terentyeva                                                         | + 39 s       | Jenny Rissveds                                                              | + 1 min 1 s  |
| Hommes, juniors         | Simon Andreassen                                                            | 1 h 13 min 27 s | Maximilian Brandl                                                       | + 47 s       | Egan Bernal                                                                 | + 1 min 19 s |
| Femmes, juniors         | Martina Berta                                                               | 1 h 8 min 40 s  | Evie Richards                                                           | + 1 min 20 s | Nicole Koller                                                               | + 2 min 27 s |
| Relais mixte            | France Victor Koretzky Antoine Philipp Pauline Ferrand-Prévot Jordan Sarrou | 52 min 45 s     | Danemark Simon Andreassen Niels Rasmussen Annika Langvad Sebastian Fini | + 24 s       | Italie Gioele Bertolini Francesco Bonetto Eva Lechner Marco Aurelio Fontana | + 1 min 01 s |

### Cross-country éliminatoire
| Épreuves | Or                | Argent              | Bronze             |
| -------- | ----------------- | ------------------- | ------------------ |
| Hommes   | Daniel Federspiel | Samuel Gaze         | Simon Gegenheimer  |
| Femmes   | Linda Indergand   | Ingrid Bøe Jacobsen | Kathrin Stirnemann |

### Descente
| Épreuves        | Or               | Or             | Argent           | Argent    | Bronze          | Bronze     |
| --------------- | ---------------- | -------------- | ---------------- | --------- | --------------- | ---------- |
| Hommes          | Loïc Bruni       | 4 min 19 s 585 | Greg Minnaar     | + 2 s 365 | Josh Bryceland  | + 4 s 776  |
| Femmes          | Rachel Atherton  | 5 min 8 s 488  | Manon Carpenter  | + 3 s 238 | Tracey Hannah   | + 9 s 973  |
| Hommes, juniors | Laurie Greenland | 4 min 32 s 839 | Martin Maes      | + 3 s 264 | Jackson Frew    | + 11 s 585 |
| Femmes, juniors | Marine Cabirou   | 6 min 21 s 379 | Viktoria Gimenez | + 7 s 240 | Lilla Megyaszai | + 26 s 828 |

### Trial
| Épreuves                  | Or                                                                                       | Or      | Argent                                                               | Argent  | Bronze                                                                            | Bronze  |
| ------------------------- | ---------------------------------------------------------------------------------------- | ------- | -------------------------------------------------------------------- | ------- | --------------------------------------------------------------------------------- | ------- |
| Hommes 26 pouces          | Vincent Hermance                                                                         | 23 pts  | Jack Carthy                                                          | 25 pts  | Kenny Belaey                                                                      | 26 pts  |
| Hommes 20 pouces          | Abel Mustieles Garcia                                                                    | 26 pts  | Lucien Leiser                                                        | 34 pts  | Benito Ros Charral                                                                | 36 pts  |
| Femmes                    | Janine Jungfels                                                                          | 22 pts  | Tatiana Janickova                                                    | 32 pts  | Nina Reichenbach                                                                  | 33 pts  |
| Hommes, juniors 26 pouces | Nicolas Vallée                                                                           | 6 pts   | Dominik Oswald                                                       | 8 pts   | Nicolas Fleury                                                                    | 36 pts  |
| Hommes, juniors 20 pouces | Dominik Oswald                                                                           | 9 pts   | Sebastian Ruiz                                                       | 27 pts  | Johan Buchwalder                                                                  | 33 pts  |
| Par équipes               | France Vincent Hermance Nicolas Vallée Manon Basseville Nicolas Fleury Benjamin Durville | 680 pts | Suisse Lucien Leiser Loris Braun Tom Blaser Jonas Koenig Debi Studer | 670 pts | Allemagne Hannes Hermann Jannis Oing Nina Reichenbach Dominik Oswald Raphael Pils | 670 pts |

## Tableau des médailles
| Rang | Nation           | Or | Argent | Bronze | Total |
| ---- | ---------------- | -- | ------ | ------ | ----- |
| 1    | France           | 7  | 3      | 1      | 11    |
| 2    | Suisse           | 3  | 2      | 3      | 8     |
| 3    | Grande-Bretagne  | 2  | 3      | 2      | 7     |
| 4    | Allemagne        | 1  | 2      | 3      | 6     |
| 5    | Espagne          | 1  | 1      | 1      | 3     |
| 6    | Danemark         | 1  | 1      | 0      | 2     |
| 6    | Nouvelle-Zélande | 1  | 1      | 0      | 2     |
| 8    | Australie        | 1  | 0      | 2      | 3     |
| 9    | Italie           | 1  | 0      | 1      | 2     |
| 10   | Autriche         | 1  | 0      | 0      | 1     |
| 11   | Russie           | 0  | 2      | 0      | 2     |
| 12   | Belgique         | 0  | 1      | 1      | 2     |
| 13   | Afrique du Sud   | 0  | 1      | 0      | 1     |
| 13   | Norvège          | 0  | 1      | 0      | 1     |
| 13   | Slovaquie        | 0  | 1      | 0      | 1     |
| 16   | Colombie         | 0  | 0      | 1      | 1     |
| 16   | Hongrie          | 0  | 0      | 1      | 1     |
| 16   | Tchéquie         | 0  | 0      | 1      | 1     |
| 16   | Suède            | 0  | 0      | 1      | 1     |
| 16   | Ukraine          | 0  | 0      | 1      | 1     |
|      | Total            | 19 | 19     | 19     | 57    |